# Юмагузіно (Куюргазинський район)
Юмагу́зіно (рос. Юмагузино, башк. Йомағужа) — присілок у складі Куюргазинського району Башкортостану, Росія. Входить до складу Ількінеєвської сільської ради.
Населення — 155 осіб (2010; 135 в 2002).
Національний склад:
- башкири — 92%

## Видатні постаті
У селі проживав та похований Герой Радянського Союзу Амінов Міннетдин Гільметдинович.